# منطقة أديبور
منطقة أُدَيبُور هو تقسيم إداري لدولة الهند تتبع ولاية راجستان، مركزها هو مدينة أديبور عدد سكانها حسب تعداد سنة 2001 هو 2,632,210 ، مساحتها 13,430 كم² وكثافة السكان 196 لكل كم² .